# Alone with the Blues
Alone with the Blues è un album di Red Garland, pubblicato dalla Moodsville Records nel 1960. Il disco fu registrato il 2 aprile di quell'anno al Rudy Van Gelder Studio di Englewood Cliffs, New Jersey (Stati Uniti).

## Tracce
Lato A
1. In the Evening (When the Sun Goes Down) – 5:25 (Don Raye, LeRoy Carr)
2. Blues in the Closet – 4:22 (Oscar Pettiford)
3. Chains of Love – 5:59 (Ahmet Ertegun)
4. Tired – 6:34 (Doris Fisher, Allan Roberts)

Lato B
1. Sent for You Yesterday – 5:05 (Eddie Durham, Count Basie, Jimmy Rushing)
2. Trane's Blues – 5:48 (John Coltrane)
3. Wee Baby Blues – 6:56 (Pete Johnson, Joe Turner)
4. Cloudy – 4:49 (Mary Lou Williams)

## Musicisti
- Red Garland - pianoforte